# Stazione di Giugliano-Qualiano
Stazione di Giugliano-Qualiano vasútállomás Olaszországban, Giugliano in Campania településen.

## Vasútvonalak
Az állomást az alábbi vasútvonalak érintik:
- Villa Literno-Nápoly-vasútvonal

## Kapcsolódó állomások
A vasútállomáshoz az alábbi állomások vannak a legközelebb:
- Stazione di Quarto di Marano
- Stazione di Villa Literno